# Pan Guang
Pan Guang, född 7 juni 1947 i Shanghai, är direktör och professor på Shanghai Center for International Studies and Institute of European & Asian Studies (Shanghai Center för internationella studier och institut för europeiska och asiatiska studier) på Shanghai Academy of Social Sciences (Shanghais akademi för socialstudier), direktör för Shanghai Cooperation Organization Studies Center (SCO) i Shanghai, ordförande för Center of Jewish Studies Shanghai (CJSS) (Center för judiska studier Shanghai) och vikarierande ordförande för Chinese Society of Middle East Studies (Kinesiska föreningen för Mellanösternstudier).
Pan Guang föddes i Shanghai och växte upp i Hainan, i södra delen av folkrepubliken Kina. Han studerade på Renmin University of China i Peking och på East China Normal University i Shanghai. Han har gjort kandidatexamen i politikvetenskap och han har en Master’s degree samt en doktorsexamen i historia. Dessutom är han medlem i International Council of Asia Society (internationella rådet för asiatiska samhällen) i USA, Senior Advisor (Senior rådgivare) för China-Eurasia Forum i USA,  rådgivande styrelsemedlem i Asia Europe Journal in Singapore och han är Shanghais borgmästares Senior Advisor (seniorrådgivare) för antiterroraffärer.
1993 fick han James Friend Annual Memorial Award for Sino-Jewish Studies (James Friends årliga minnespris för sino-judiska studier). 1996 mottog han det Special Award for Research on Canadian Jews from China (speciella priset för forskning om kanadensiska judar från Kina) och 2004 fick han Saint Petersburg-300 Medal for Contribution to China-Russia Relations (Sankt Petersburg-300 Medalj för bidragandet till kinesisk-ryska relationer) av president Vladimir Putin. 2005 nominerade FN-generalsekreteraren Kofi Annan honom som medlem av det High-Level Group for the Alliance of Civilizations.
Pan Guang tilldelades Austrian Holocaust Memorial Award 17 oktober 2006 i det österrikiska generalkonsulatet.

## Publikationer
- The Jews in China
- Open Door Policy in Asia, Afrika and Latin America
- Selected Works on Arab African History
- US War on Iraq (2003)
- From Silk Road to ASEM: 2000 years of Asia-Europe Relations
- China—Central Asia—Russia Relations
- SCO and China’s Role in the War on Terrorism
- Contemporary International Crises
- China’s Success in the Middle East
- China’s Anti-terror Strategy and China’s Role in the War on Terror
- Islam and Confucianism: the Development of Chinese Islam
- Ethnic and Religious Conflicts in Pacific Rim Area
- China and Post-Soviet Central Asia